# 赫羅米夫卡 (海尼切斯克區)
46°18′44″N 34°5′46″E / 46.31222°N 34.09611°E
赫羅米夫卡（烏克蘭語：Громівка）是位於烏克蘭南部的村莊，由赫爾松州海尼切斯克區的新特羅伊齊克市鎮負責管轄。該村始建於1793年，面積107.9平方公里，海拔高度6米，2001年人口2,743，人口密度每平方公里25.4人。